# Mutatocoptops tonkinea
Mutatocoptops tonkinea är en skalbaggsart som beskrevs av Maurice Pic 1925. Mutatocoptops tonkinea ingår i släktet Mutatocoptops och familjen långhorningar. Inga underarter finns listade i Catalogue of Life.